# David Kramár
David Kramár (ur. 23 maja 1979 w Novym Městie na Moravě) – czeski łyżwiarz szybki.

## Kariera
Kramár brał udział w Zimowych Igrzyskach Olimpijskich 2002 w Salt Lake City. Wówczas wystąpił w jednej konkurencji łyżwiarstwa szybkiego, biegu na 1000 m, gdzie zajął przedostatnie, 43. miejsce.

## Rekordy życiowe
| Dystans | Czas    | Data              | Miejsce        |
| ------- | ------- | ----------------- | -------------- |
| 500 m   | 37,24   | 29 stycznia 2002  | Calgary        |
| 1000 m  | 1.13,97 | 2 grudnia 2001    | Salt Lake City |
| 1500 m  | 1.54,73 | 9 grudnia 2001    | Calgary        |
| 3000 m  | 4.24,22 | 6 stycznia 1998   | Collalbo       |
| 5000 m  | 7.21,50 | 14 listopada 1999 | Inzell         |
| Źródło: |         |                   |                |